# Facultatea de Biologie a Universității „Alexandru Ioan Cuza” din Iași

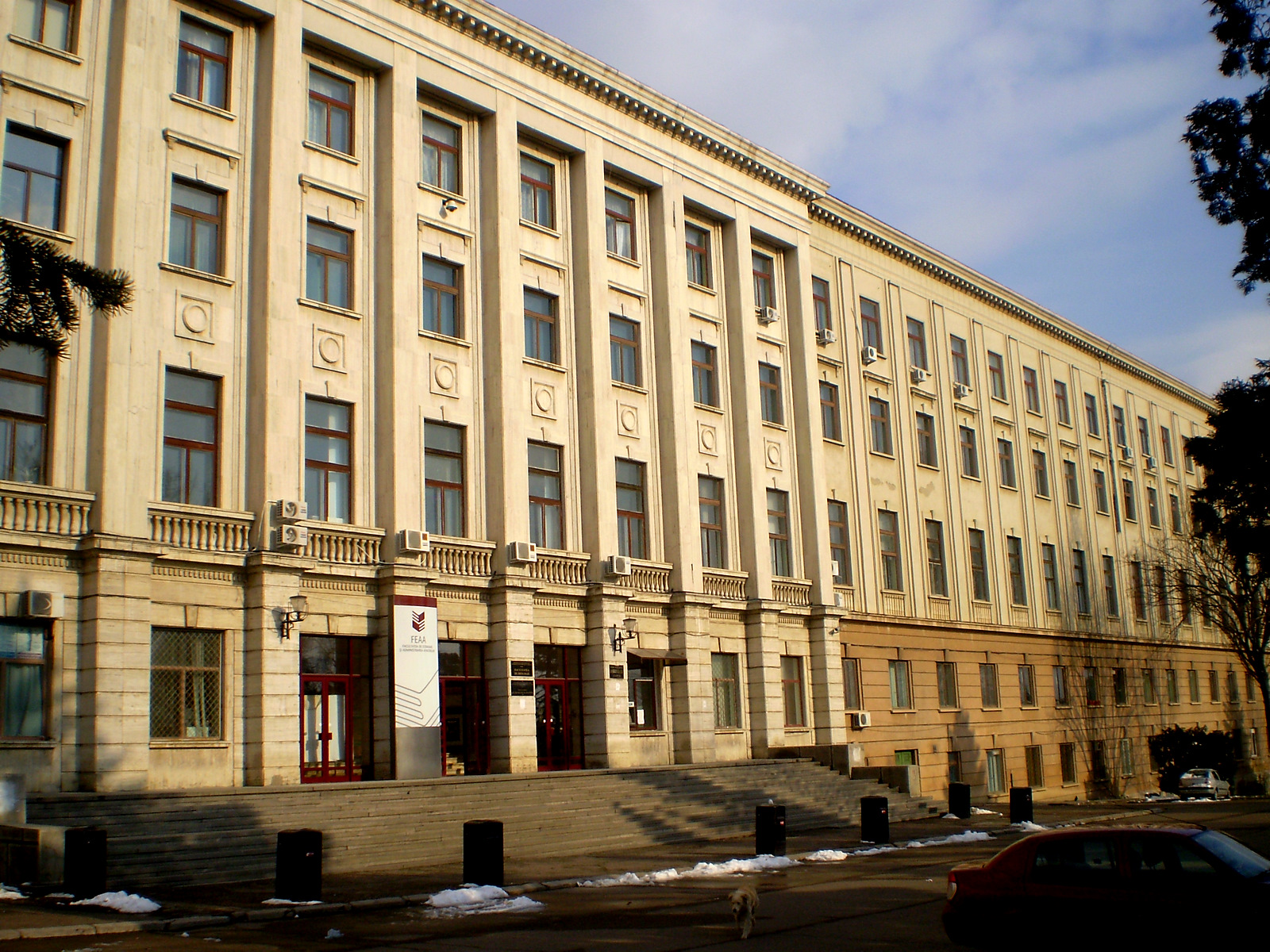
Corpul B al Universității „Alexandru Ioan Cuza” din Iași, în care se desfășoară activitățile Facultății de Biologie

Facultatea de Biologie este una dintre cele 15 facultăți din cadrul Universității „Alexandru Ioan Cuza” din Iași, cu sediul în corpul B al Universității „Alexandru Ioan Cuza” din Iași (Bulevardul Carol I, nr. 20A).

## Istoric
Facultatea de Biologie a existat ca secție a Facultății de Științe (Fizică, Matematică și Științe Naturale) încă de la fondarea Universității „Alexandru Ioan Cuza” din Iași (26 octombrie 1860).
În 1948, secția de Științe Naturale a devenit Facultatea de Științe Naturale, în cadrul căreia au funcționat mai multe catedre de profil (Botanică, Zoologie, Fiziologie vegetală, Fiziologie animală și Geologie). 
În anul 1959 s-a constituit Facultatea de Științe Naturale–Geografie prin unirea colectivelor ce predau Științele biologice cu cele care predau Științele geografice, care în 1963 s-a transformat în Facultatea de Biologie–Geografie. Ca urmare a dezvoltării Secției de Geologie, în 1977 Facultatea și-a întregit denumirea în cadrul studierii Științelor naturii, devenind Facultatea de Biologie–Geografie–Geologie.
Printre personalitățile marcante care au predat la Facultatea de Biologie s-au numărat:
- Ioan Borcea
- Paul Bujor
- Petru M. Șuster
- Constantin Burduja
- Mihai Constantineanu
- Vasile Petre Jitariu
- Nicolae Leon
- Constantin Motaș
- Olga Necrasov
- Constantin Papp
- Alexandru Popovici
- Napoleon D. Topală

## Prezent
Facultatea de Biologie există ca entitate de sine stătătoare din 1990. La nivel de licență se studiază drept specializări Biologie, Biochimie și Ecologie și protecția mediului, iar la nivel de masterat Conservarea biodiversității, Biotehnologii microbiene și celulare, Genetică moleculară, Biologia dezvoltării și Consiliere de mediu.

## Legături externe
- Site-ul facultății
- Facultatea de Biologie a Universității „Alexandru Ioan Cuza” din Iași pe Facebook